# Potres u Ciliciji 1269.
Potres se dogodio sjeveroistočno od grada Adane 14. svibnja 1269. u "prvom satu noći". Većina izvora daje broj od 8 000 mrtvih u armenskom Kraljevstvu Ciliciji u južnoj Maloj Aziji, ali brojku od 60 000 mrtvih izvijestio je Robert Mallet 1853. godine i ponovio u mnogim kasnijim katalozima.